# Molo Międzyzdroje
Molo Międzyzdroje, polsky Molo w Międzyzdrojach a německy Seebrücke Misdroy, je molo s přístavem ve městě Międzyzdroje ve gmině Międzyzdroje v okrese Kamień v Západopomořanském vojvodství v severozápadním Polsku. Nachází se také na pobřeží Pomořanského zálivu Baltského moře na ostrově Wolin v geomorfologickém celku Uznam a Wolin.

## Historie a popis
Současné železobetonové molo w Międzyzdroje má délku 395 m. U vstupu na molo stojí dvě charakteristické bílé věže.

### První molo
V roce 1884 bylo postaveno první malé dřevěné molo nazvané Kaiser Friedrich Brücke po německém císaři Fridrichu III. Pruském.

### Druhé molo
Z velkého finančního daru došlo k výstavbě nového dřevěného mola a přístavu v roce 1906 a slavnostní otevření se uskutečnilo 1. července 1906. Délka konstrukce mola konstrukce se uváděla 300 m a nejčastěji až 370 m. Na konci mola byla postavena restaurace. V roce 1913 silná bouře zničila velkou část mola, které se opravilo. Během první světové války v roce 1914 vyhodili stavbu do povětří sapéři ze Swinoujscie v obavě před vyloděním ruských vojsk. Po válce bylo molo v roce 1920 opraveno a později i v dalších letech, a mělo délku 200 m. V roce 1954 zničila bouře téměř celé dřevěné molo a v roce 1961 shořel při požáru secesní chodník vedoucí k molu. V roce 1985 bylo molo těžce poškozeno větrem a ledem a z bezpečnostních důvodů uzavřeno. V roce 1989 bylo celé molo zbouráno a zůstaly jen 2 věžičky.

### Třetí molo
V roce 1994 byla zahájena výstavba nového železobetonového mola, která probíhala ve dvou etapách stavby. První část stavby byla 120 m dlouhá, 17,5 m široká a byla dokončena v roce 1996. Druhou částí stavby bylo prodloužení mola na délku 395 m, dokončené roku 2004. Posledních 75 m mola je sníženo, aby u něj mohla kotvit lodě.

## Další informace
Molo je celoročně volně přístupné a nachází se u něj městské pláže.

## Galerie

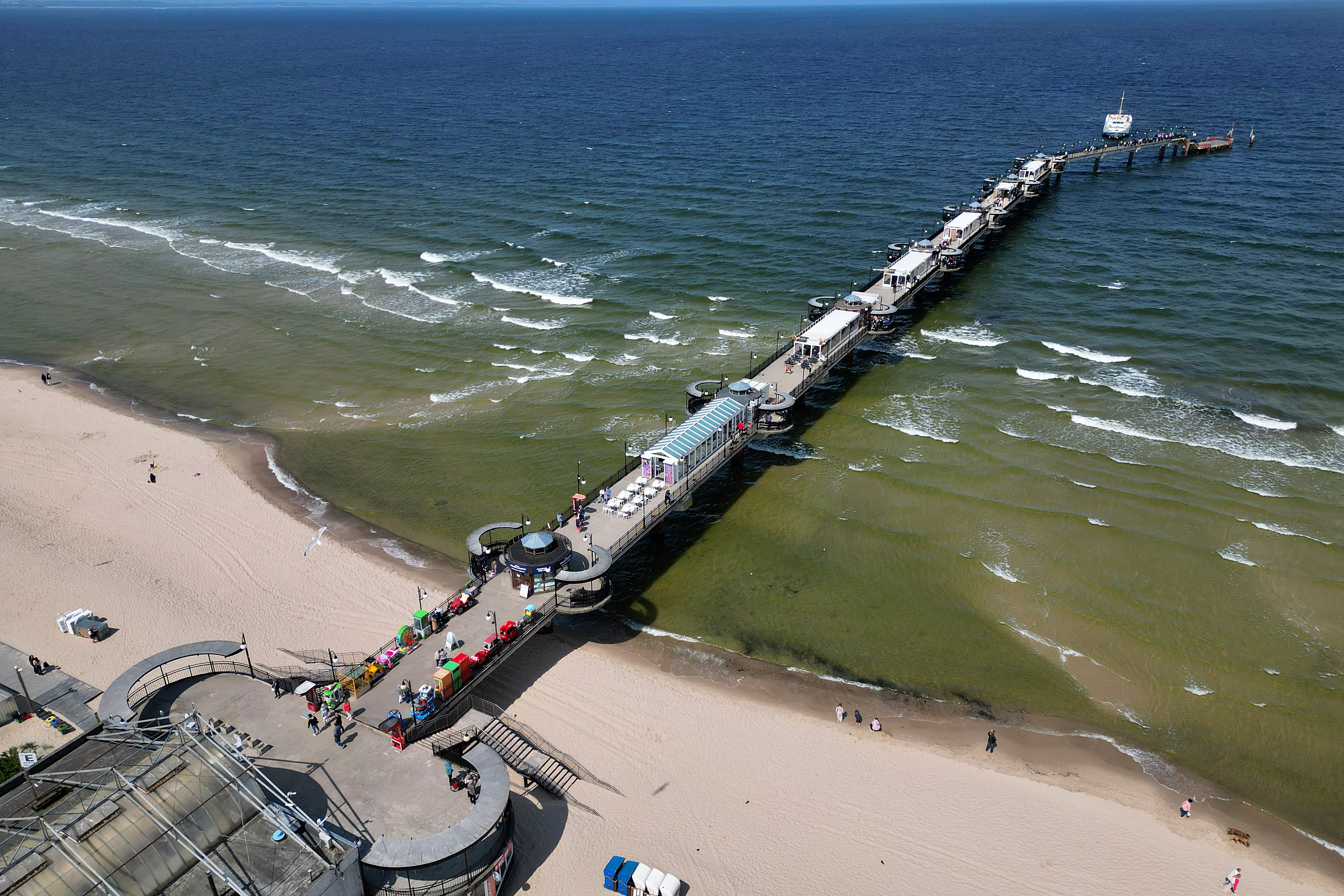
Letecký pohled
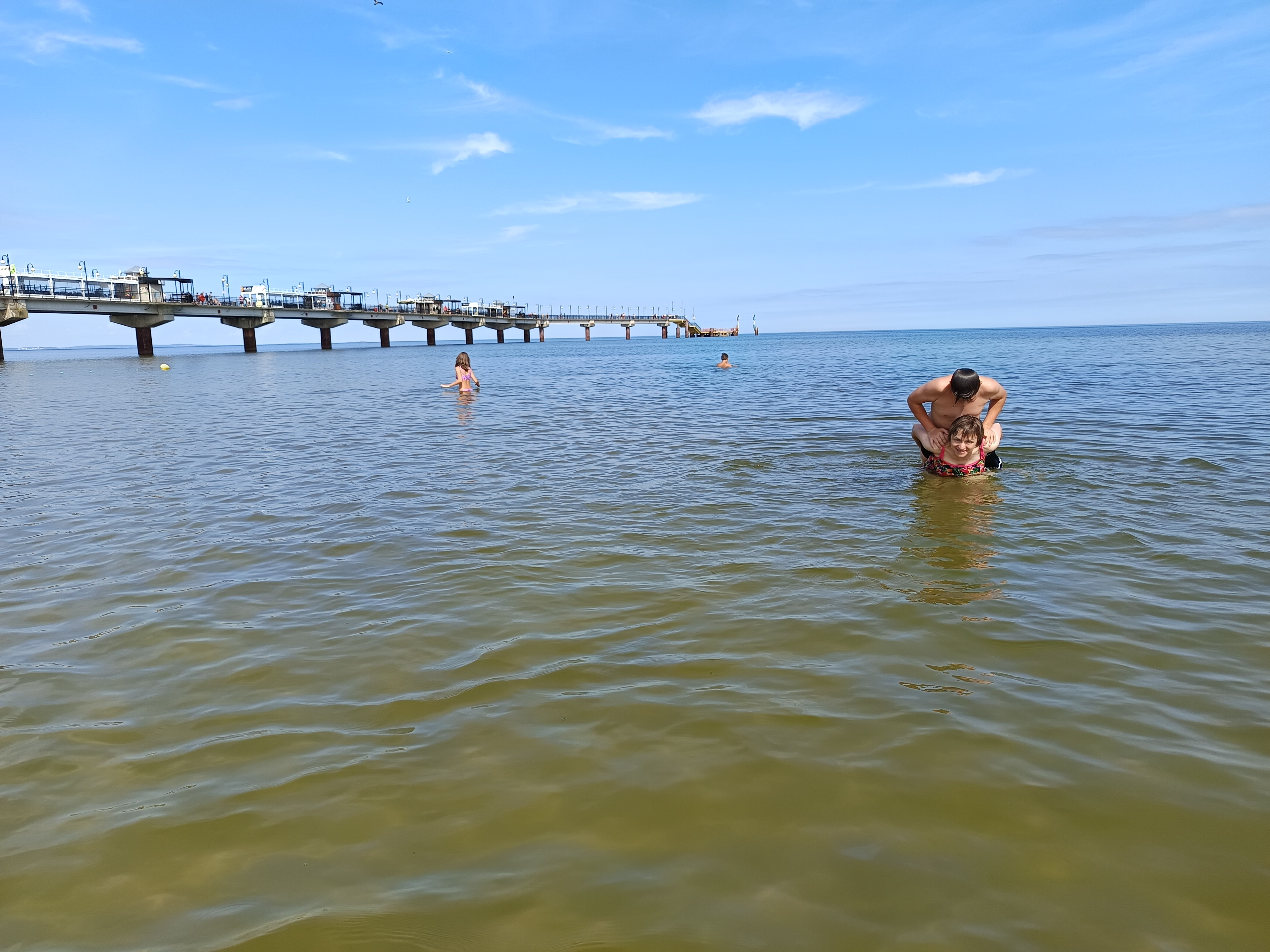
Moře u mola
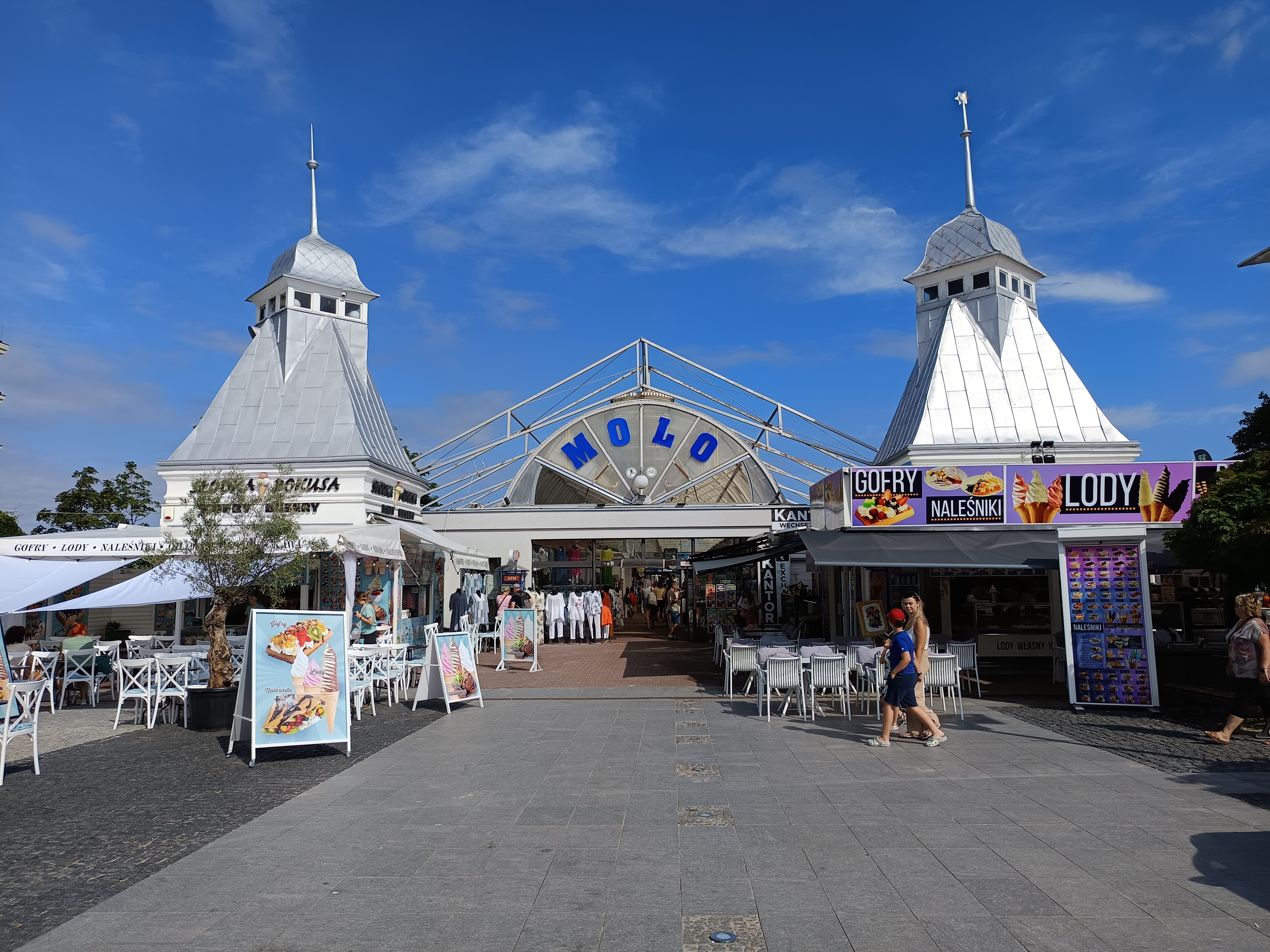
Centrální vchod na molo
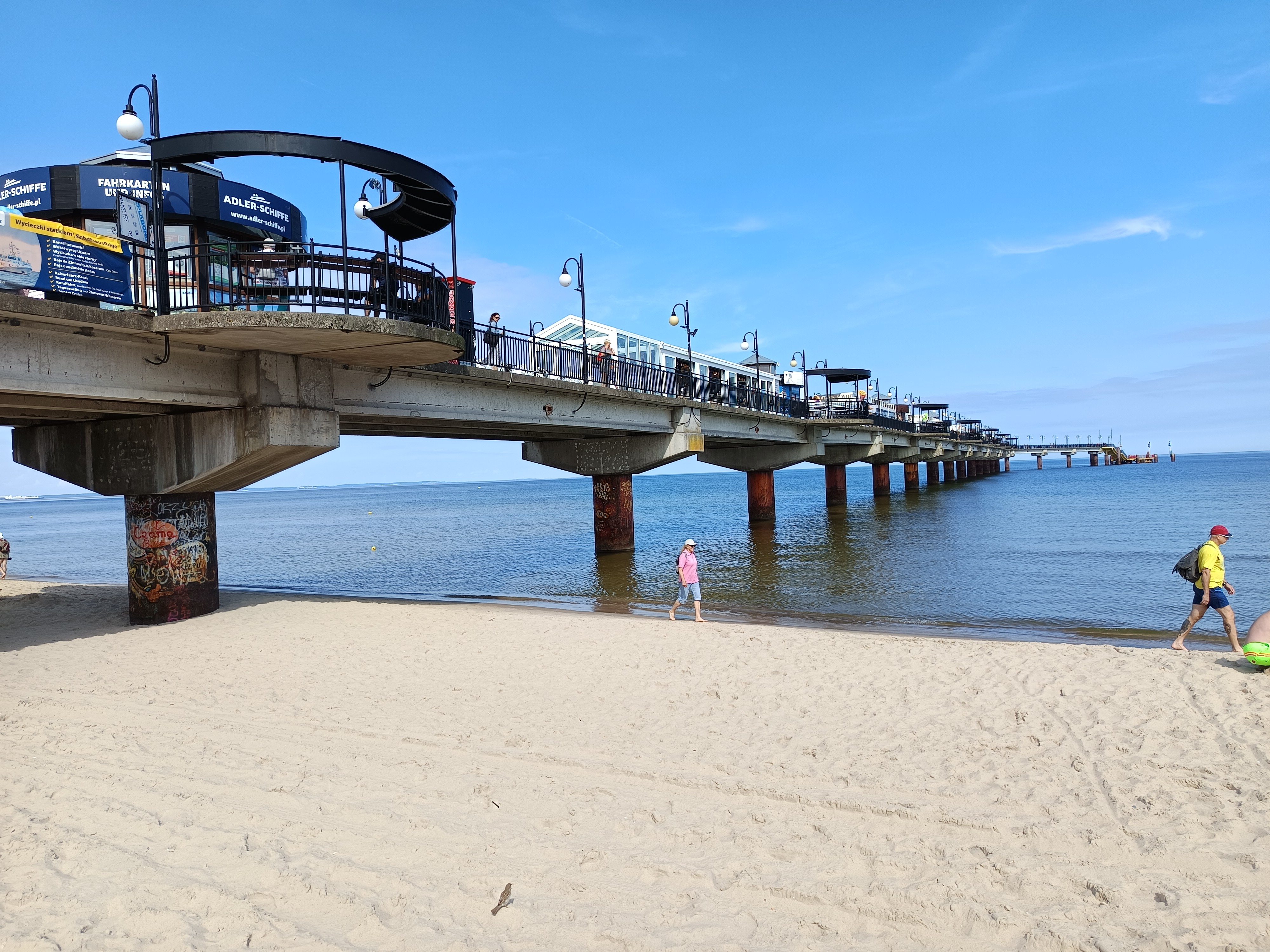
Pláž u mola
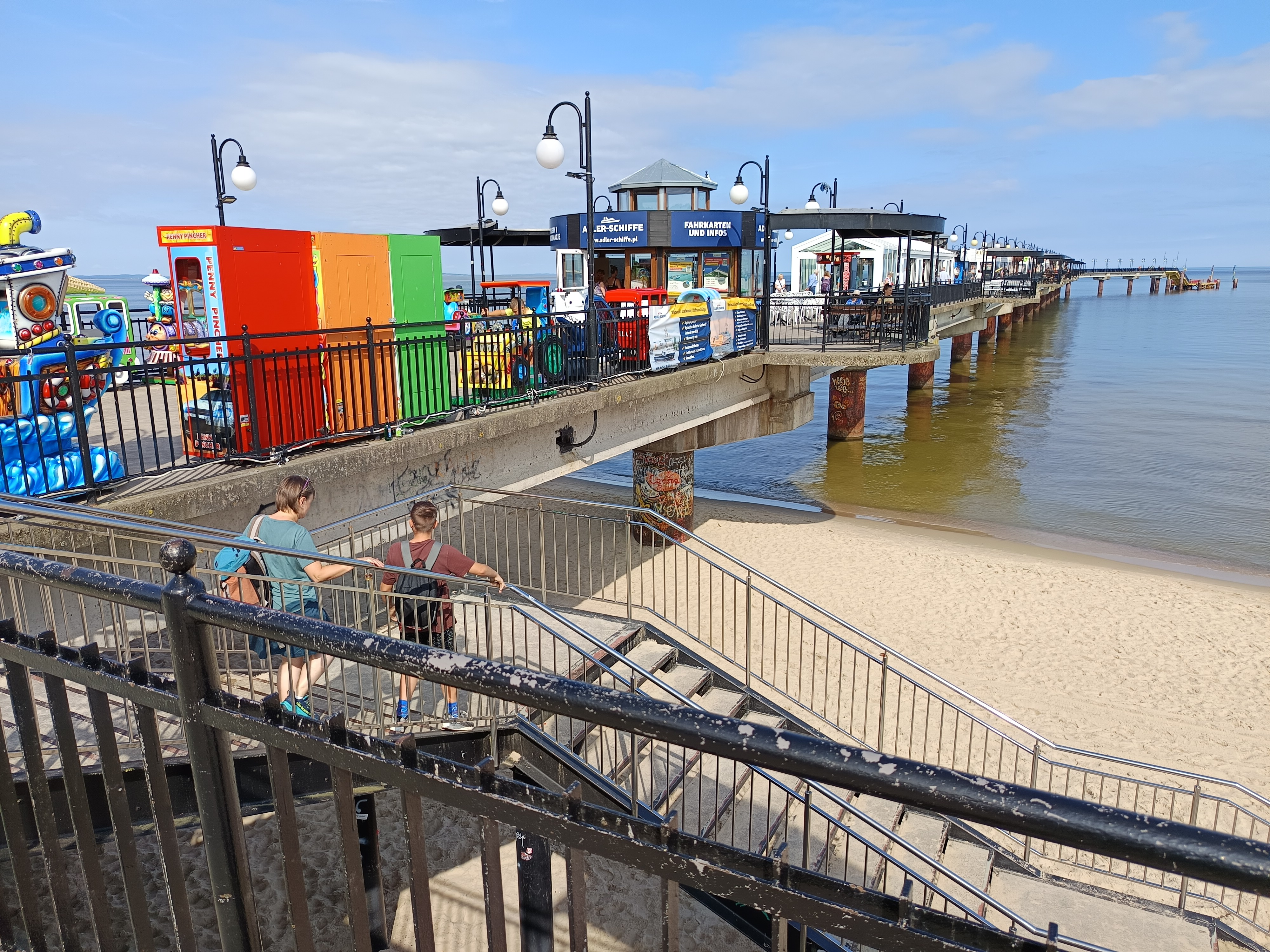
Molo a pláž
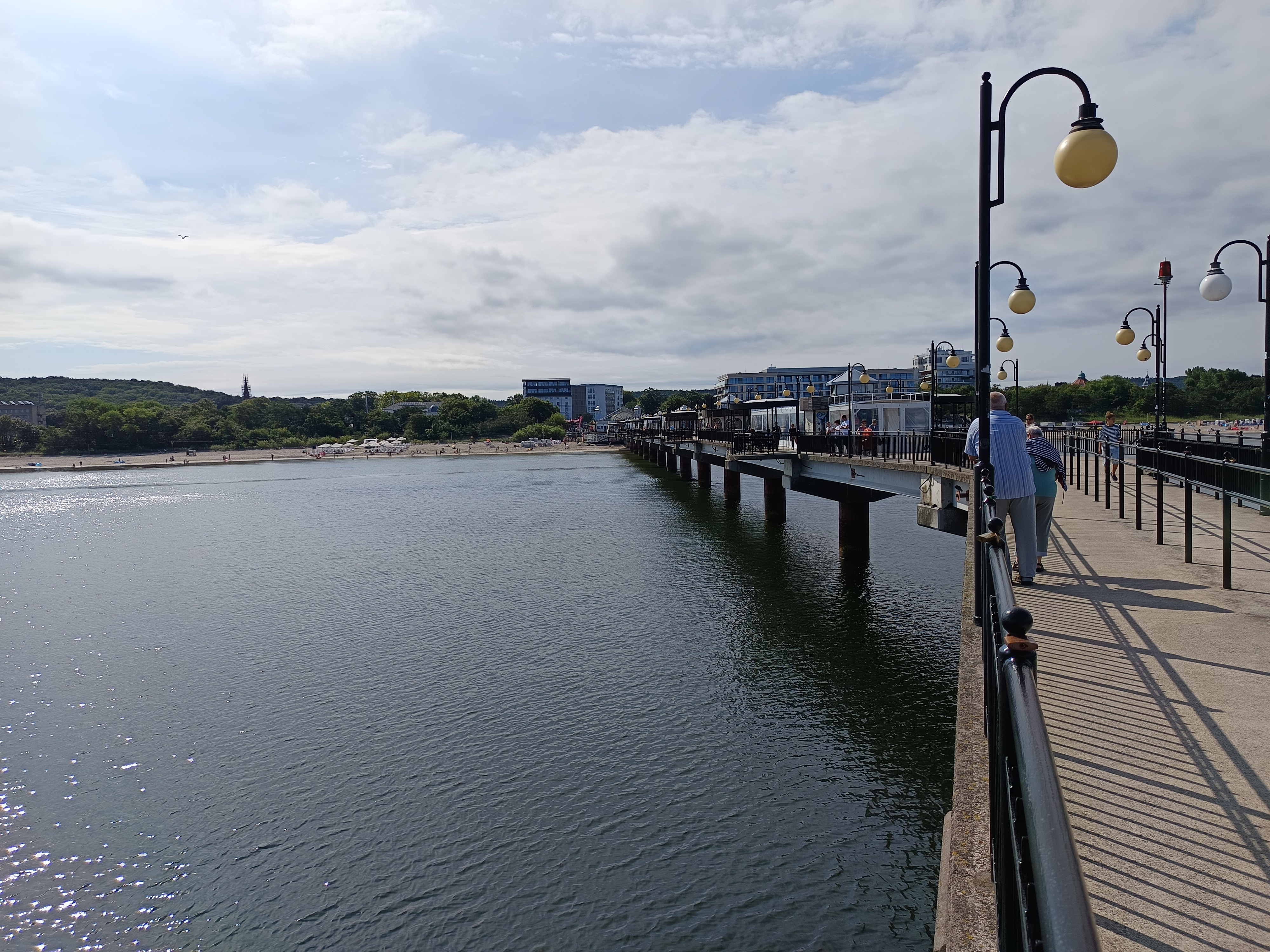
Pohled směrem k pobřeží
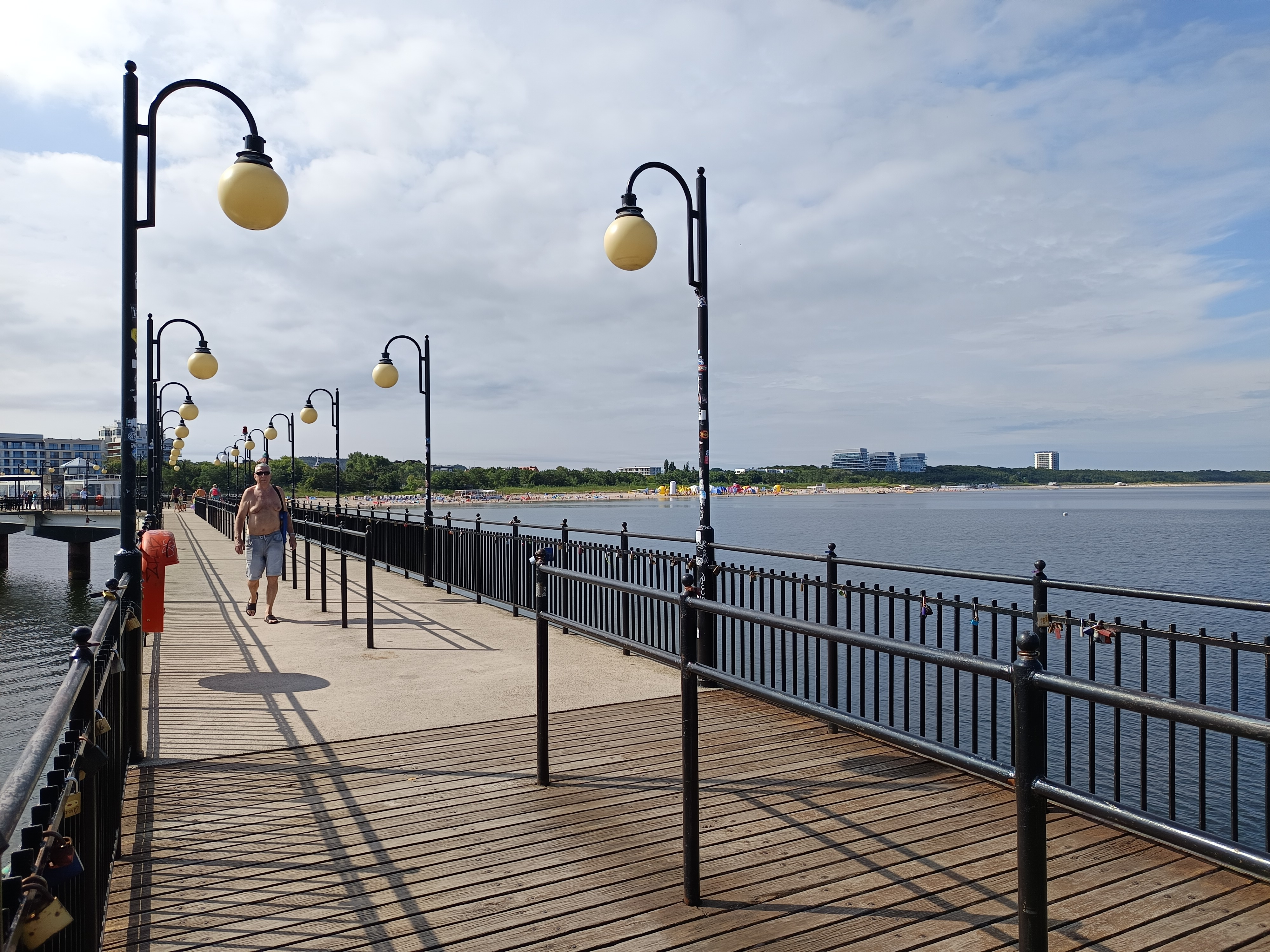
Pohled směrem k pobřeží
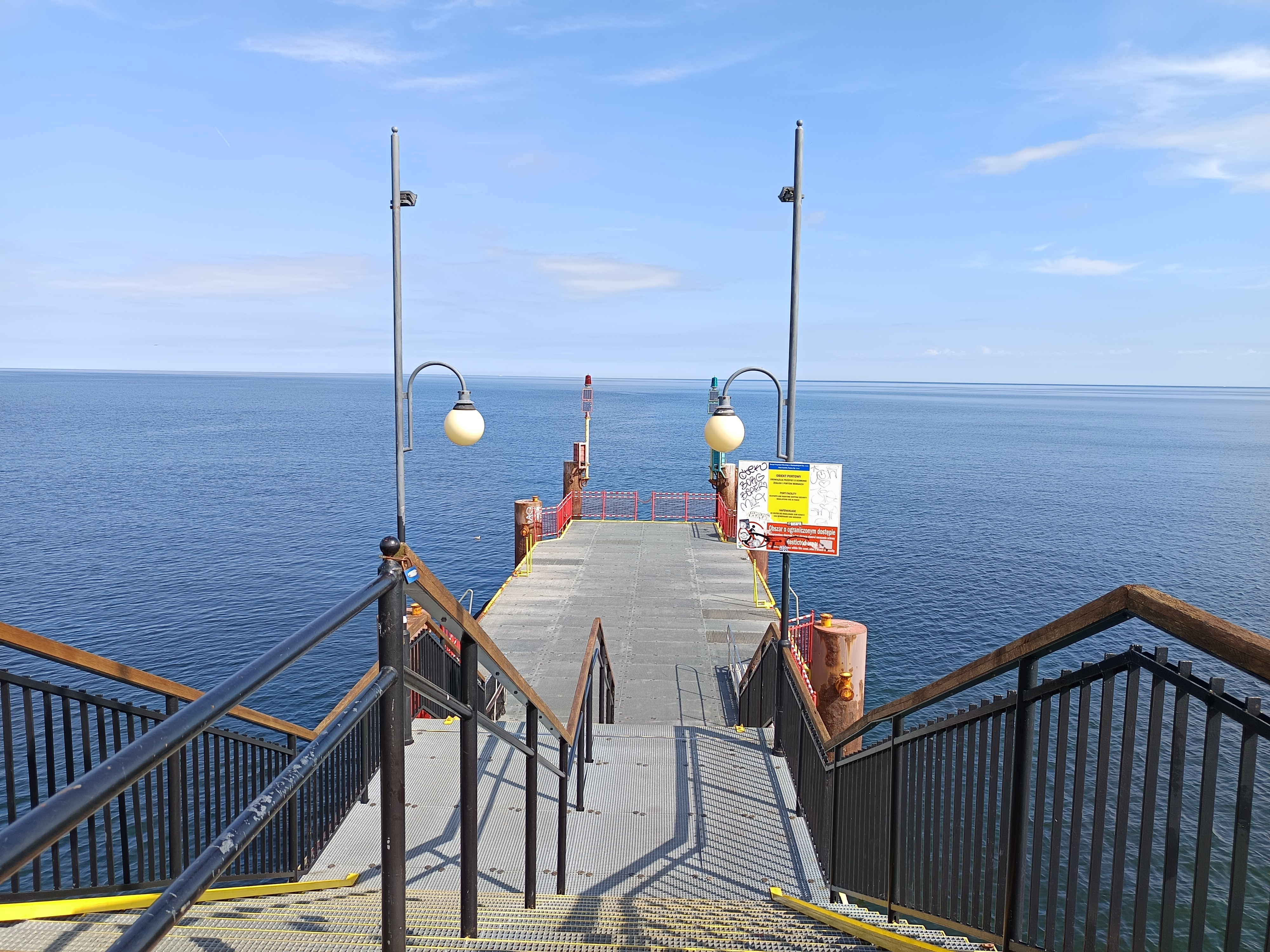
Zakončení mola